# Катерина Острозька (1602–1642)
Катерина Острозька (пол. Katarzyna Ostrogska, лит. Kotryna Ostrogiškaitė; нар. 1602 — пом. 6 жовтня 1642, Замостя) — українська шляхтянка XVII сторіччя з роду Острозьких, донька князя Олександра Острозького та Анни Костки, дружина київського воєводи Томаша Замойського.

## Біографія
Катерина народилася у 1602 році в родині князя Олександра Острозького, волинського воєводи, та його дружини Анни Костки, ставши наймолодшою із восьми дітей. Мешкало сімейство у місті Ярослав.   Батько раптово помер наступного року після її народження, залишивши багатий спадок. Мати більше не одружувалася.

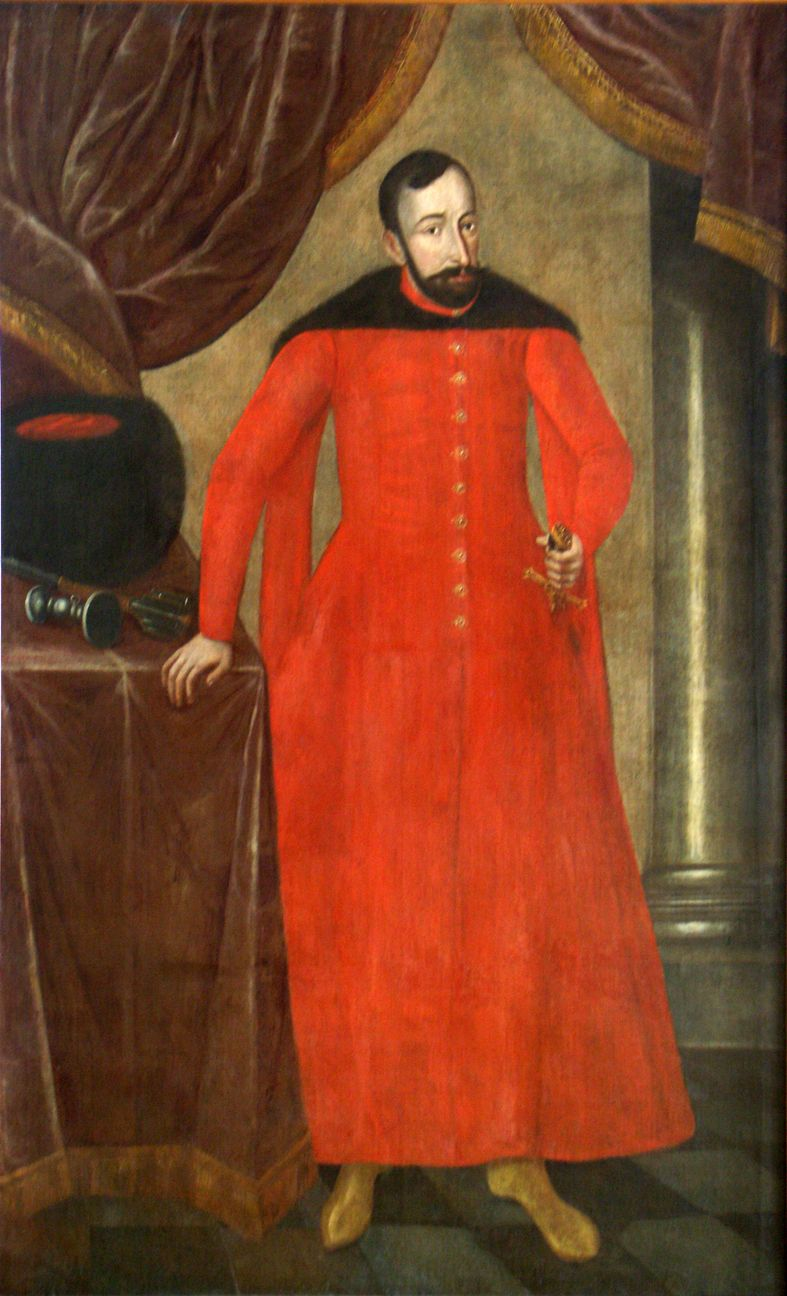
Томаш Замойський на портреті Яна Касинського, 1630-ті, музей Замостя

У 18-річному віці Катерину видали заміж за 25-річного київського воєводу Томаша Замойського. Весілля відбулося у Костелі Божого тіла в Ярославі 1 березня 1620 року. Як посаг Катерина отримала 53 000 злотих, 6 замків, 13 міст, близько 300 селищ та фільварків. У подружжя народилося троє дітей. Катерина була дуже відданою своєму чоловікові, про що свідчать її листи до нього. Томаш помер на початку 1638 року.
У 1640 році Катерина стала фактичною засновницею Янова у Малопольщі, коли король Владислав IV Ваза дозволив створення міста із Магдебурзьким правом. Назву населений пункт отримав на честь сина Катерини кілька років потому. Стала авторкою збірки основних прав міста, у тому числі порядку організації та способу вибору міської влади та ярмарків.
Померла 6 жовтня 1642 року у своєму кріслі. На її похороні були присутніми багато іменитих гостей. Невдовзі відбулося вінчання її доньки Барбари з Олександром Конецпольським.

## Родина
Чоловік — Томаш Замойський
Діти:
- Гризельда Констанція (1623—1672) — дружина князя Яреми Вишневецького, мала сина;
- Йоганна Барбара (1626—1653) — дружина князя Олександра Конецпольського, мала сина;
- Ян (1627—1665) — воєвода київський у 1658—1659 роках, був одруженим із Марією Казимирою де Ла Гранж д’Арк'єн, мали кількох дітей, що померли в ранньому віці.